# Liste der Biografien/Yl
Liste der Biografien |
Portal Biografien |
Personensuche
# |
A |
B |
C |
D |
E |
F |
G |
H |
I |
J |
K |
L |
M |
N |
O |
P |
Q |
R |
S |
T |
U |
V |
W |
X |
Y |
Z |
?
 
Ya |
Yb |
Yc |
Yd |
Ye |
Yf |
Yg |
Yh |
Yi |
Yk |
Yl |
Ym |
Yn |
Yo |
Yp |
Yr |
Ys |
Yt |
Yu |
Yv |
Yw |
Yx |
Yz
Die Liste der Biografien führt alle Personen auf, die in der deutschsprachigen Wikipedia einen Artikel haben. Dieses ist eine Teilliste mit 36 Einträgen von Personen, deren Namen mit den Buchstaben „Yl“ beginnt.

## Yl

### Yla
- Ylä-Rautio, Reetta (* 2003), finnische Schauspielerin
- Ylander, Lars (1928–2010), schwedischer Hürdenläufer
- Ylätupa, Saku (* 1999), finnischer Fußballspieler

### Yld
- Yldefonso, Teófilo (1902–1942), philippinischer Schwimmer

### Yli
- Yli, Leif (* 1942), norwegischer Radrennfahrer
- Yli-Hannuksela, Marko (* 1973), finnischer Ringer
- Yli-Isotalo, Markku (1952–2011), finnischer Ringer
- Yli-Niemi, Pekka (1937–1963), finnischer Skispringer
- Yli-Sirniö, Sami (* 1972), finnischer MusikerSami Yli-Sirniö (* 1972)

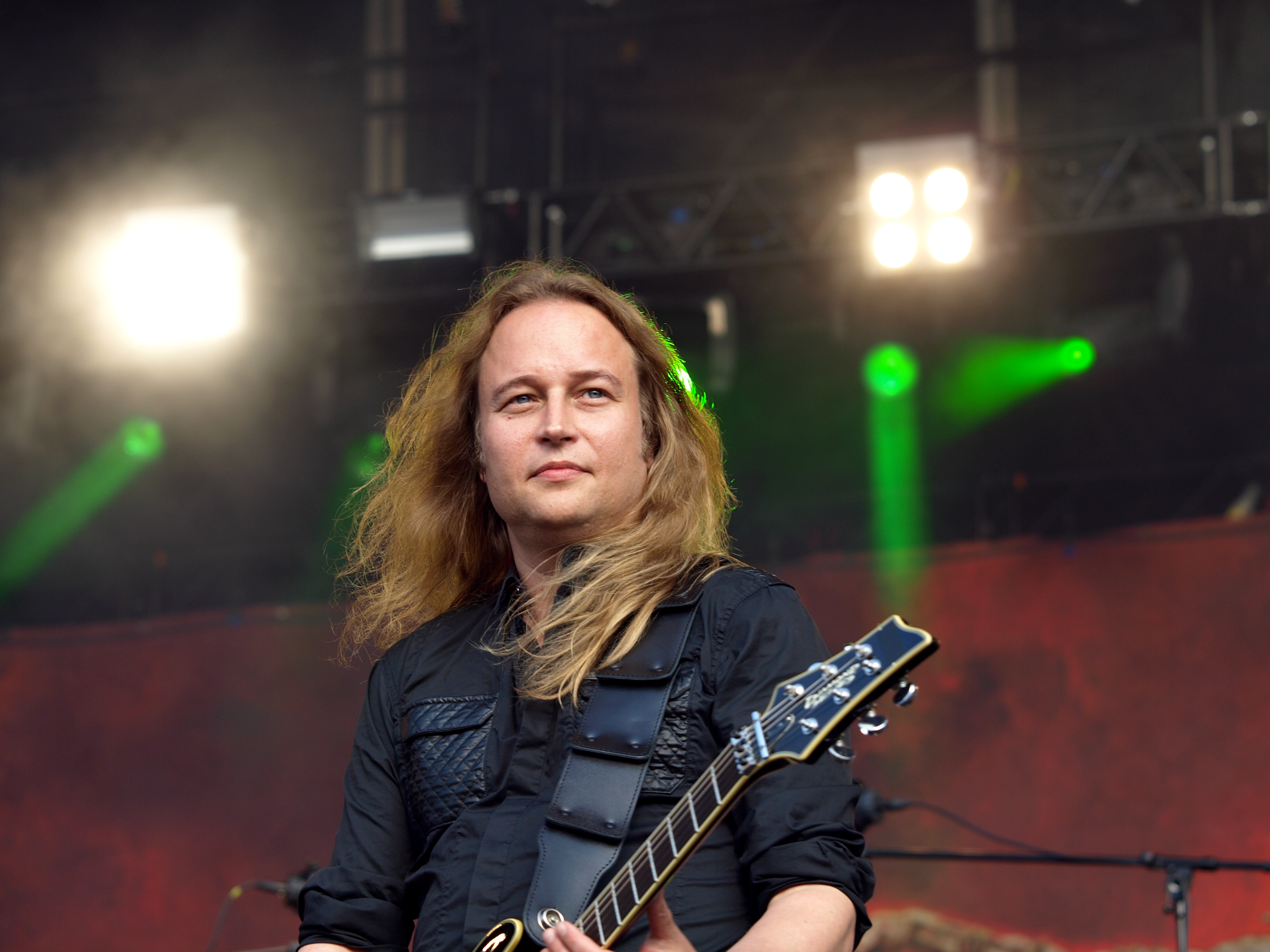
Sami Yli-Sirniö (* 1972)

- Ylianttila, Kari (* 1953), finnischer Skispringer und Skisprungtrainer
- Ylieff, Yvan (* 1941), belgischer Politiker (PS)
- Ylijärvi, Janne (* 1979), finnischer Skispringer
- Ylikangas, Heikki (* 1937), finnischer Historiker
- Ylipe (1936–2003), französischer Karikaturist und Maler
- Ylipulli, Heikki (* 1961), finnischer Skispringer
- Ylipulli, Jukka (* 1963), finnischer Nordischer Kombinierer
- Ylipulli, Raimo (* 1970), finnischer Skispringer
- Ylipulli, Tuomo (1965–2021), finnischer Skispringer
- Yliriesto, Kimmo (* 1983), finnischer Skispringer
- Ylitalo, John Raymond (1916–1987), US-amerikanischer Diplomat
- Ylitalo, Jorma (* 1941), finnischer Radrennfahrer
- Ylitalo, Robin (* 1986), schwedischer Pokerspieler

### Yll
- Ylla (1911–1955), ungarische Tierfotografin
- Yllana, Adolfo Tito (* 1948), philippinischer Geistlicher, römisch-katholischer Erzbischof und Diplomat des Heiligen Stuhls
- Yllescas Barreiro, Francisco (1901–1963), ecuadorianischer Diplomat

### Ylo
- Ylönen, Antti (* 1983), finnischer Eishockeyspieler
- Ylönen, Harri (* 1971), finnischer Fußballspieler
- Ylönen, Harri (* 1975), finnischer Filmeditor
- Ylönen, Juha (* 1972), finnischer Eishockeyspieler
- Ylönen, Lauri (* 1979), finnischer MusikerLauri Ylönen (* 1979)

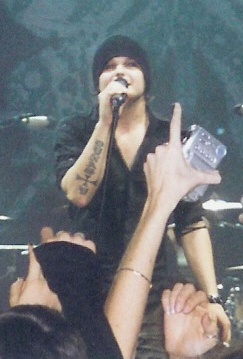
Lauri Ylönen (* 1979)

- Ylönen, Petri (* 1962), finnisch-französischer Eishockeytorwart
- Ylönen, Sebastian (* 1991), französisch-finnischer Eishockeytorwart
- Ylönen, Tatu (* 1968), finnischer Erfinder des SSH-Protokolls
- Ylönen, Vilho (1918–2000), finnischer Skisportler und Sportschütze

### Ylp
- Ylppö, Arvo (1887–1992), finnischer Neonatologe bzw. Kindermediziner

### Ylw
- Ylwizaker, Tore (1970–2024), norwegischer Musiker, Tontechniker und Musikproduzent